# Langzeile
Die Langzeile, auch Langvers, ist ein Versmaß, das aus zwei Halbzeilen (An- und Abvers) besteht, die durch den Stabreim verbunden werden. Die Langzeile ist die grundlegende rhythmische Einheit der germanischen Stabreimdichtung; später auch in Endreim-Dichtungen, z. B. in der sog. „Nibelungenstrophe“ und dem frühen, donauländischen Minnesang.

## Stabreimdichtung

### Aufbau der Langzeile
Die Langzeile folgt nur sehr wenigen Regeln, was ihren Aufbau betrifft. Sie gliedert sich in zwei Halbzeilen. Zwischen diesen Zeilen wird eine Redepause (Zäsur) gelassen. Jede Halbzeile hat zwei betonte Wörter (Hebungen), auf die die Stäbe verteilt werden. Der Anvers darf auf beiden betonten Wörtern Stäbe tragen, der Abvers hingegen nur auf dem ersten. Das zweite betonte Wort des Abverses bleibt immer stabfrei.
Beispiel, Zeile 5 des Hildebrandsliedes:
garutun se iro guðhamun, || gurtun sih iro suert ana
Die Stabreime auf den Konsonanten g sind fett markiert. Das zweite betonte Wort des Abverses suert bleibt stabfrei. Die Beispielzeile zeigt die ideale Stabstellung mit Stäben an den Anfängen der Halbzeilen ohne unbetonte Silben vor ihnen. Es gibt drei verschiedene Möglichkeiten die Stäbe regeltreu zu setzen:
1 2 || 3 4: Oft Scyld Scefing || sceaþena þreatum (Beowulf 4)
1 2 || 3 4: forn her ostar giweit || floh her Otachres nid (Hildebrandslied 18)
1 2 || 3 4: biguol en Uuodan, || so he uuola conda (Merseburger Zaubersprüche)
Das Schema 1 2 || 3 4 ist mit Abstand am häufigsten, gefolgt von 1 2 || 3 4. Das Schema 1 2 || 3 4 wird nur sehr selten verwendet. Wo die Stäbe aber nun genau stehen sollen und wie viele unbetonte Silben zwischen ihnen sind, ist für die Langzeile nicht festgelegt.

### Entwicklung und Variation
Die nordische Fortsetzung der Langzeile ist das Versmaß Fornyrðislag, welches im Grunde denselben Regeln folgt, außer dass es strophisch ist. Die Skalden des nordischen Mittelalters entwickelten aus der Langzeile aber auch strengere Versmaße (zum Beispiel Dróttkvætt), in denen Silbenanzahl und Stabstellung festgeschrieben sind. Vor der Entwicklung der nordischen Versmaße durch die Skalden war die Langzeile der einzige Verstyp der germanischen Dichtung. Die einzige Abweichung bestand in der sogenannten „Vollzeile“ – eine Verszeile, die nicht zweigeteilt ist, sondern in sich selbst stabt.
Beispiel Hildebrandtslied Zeilen 37 u. 38:
| mit geru scal man | geba infahan ort widar orte | (Langzeile bestehend aus An- und Abvers) (Vollzeile) |  |

Solche Vollzeilen charakterisieren das eddische Versmaß Ljóðaháttr, welches vor allem in der Spruch- und Merkdichtung angewendet wird. Eine Variation davon ist das Versmaß Galdralag, in dem die Vollzeile noch einmal wiederholt wird. Zusammenfassend lässt sich also sagen, dass es sich bei der Langzeile um ein freies Versmaß für epische Dichtung handelt, das unter dem Einfluss von Sprichwörtern um eine Vollzeile und unter dem Einfluss von Zaubersprüchen um mehrere Vollzeilen variiert werden konnte.

### Werke
Die ältesten bekannten Langzeilen sind in Runen geschriebene Inschriften auf dem Goldhorn von Gallehus (ca. 400 n. Chr.) und für den südgermanischen Raum auf der Gürtelschnalle von Pforzen (um 600). Literarische Zeugnisse sind:
- Althochdeutsch: Merseburger Zaubersprüche, Hildebrandslied, Muspilli, Wessobrunner Gebet
- Altsächsisch: Heliand, Altsächsische Genesis
- Altenglisch: Cædmon Hymnus, Beowulf, The Battle of Maldon, Piers Plowman
- Altnordisch: Lieder-Edda (allerdings in Fornyrðislagstrophen und anderen Versmaßen – Málaháttr, Ljóðaháttr, Galdralag)
- Mittelenglisch: Brut von Layamon

## Endreimdichtung

### Aufbau der Langzeile
In der mittelalterlichen Dichtung ist die Langzeile ebenfalls die grundlegende rhythmische Einheit, wird aber nicht mehr durch den Stabreim zusammengehalten. Stattdessen verbindet nun ein Endreim jeweils zwei Langzeilen und vier Langzeilen bilden nun eine Strophe:
Beispiel, Str. 1 des Nibelungenlieds, Handschrift B:
Ez wuohs in Burgonden || ein vil edel magedîn,
daz in allen landen || niht schoeners möhte sîn,
Kriemhild geheizen. || Si wart ein schoene wîp.
dar umbe muosen degene || vil verliesen den lîp.
Die Anzahl der Hebungen in An- und Abvers, die vorher wegen der Stäbe auf zwei beschränkt war, nimmt jetzt unterschiedlich zu. In der Nibelungenstrophe haben die Anverse drei und die Abverse ebenfalls drei Hebungen (bis auf den letzten Abvers, der vier Hebungen hat). Es entwickeln sich aber weitere Strophenformen (Kudrunstrophe, Hildebrandston), die andere Hebungszahlen aufweisen.
Auch die Reime können unterschiedlich verteilt werden. So reimen in der ersten Strophe des Nibelungenliedes (Handschrift A) sowohl die Anverse als auch die Abverse miteinander:
Uns ist in alten mæren || wunders vil geseit
von helden lobebæren, || von grôzer arebeit,
Dennoch gilt, dass im Nibelungenlied der Stabreim zwar seine Funktion der Gliederung verloren hat, aber eine wiederkehrende Erscheinung bleibt.

### Werke
Bedeutende Werke der mittelhochdeutscher Dichtung, die endreimende Langzeilen verwenden, sind: Nibelungenlied, Kudrun, Jüngeres Hildebrandslied, Der von Kürenberg.